# Joana Bernarda de Sousa Lencastre e Noronha, Marquesa das Minas
D. Joana Bernarda de Noronha Sousa e Lancastre (morta em março de 1827) herdou os títulos das Minas e Prado por morte de seus dois irmãos mais velhos, sem sucessão. 
Casou em 3 de agosto de 1788 com primo Francisco José Luís de Melo, (1727 - 16 de fevereiro de 1789), monteiro-mor do reino, filho de Fernão Teles da Silva, monteiro-mor da Casa Real, 8º Marquês de Minas por casamento. 
O título de Marquês das Minas passou em 15 de janeiro de 1812 a D. Brás Maria da Silveira e Lorena, e o de Conde do Prado a seu primogénito.